# Chích đớp ruồi má xám
Chích đớp ruồi má xám (Seicercus poliogenys) là một loài chim trong họ Phylloscopidae.
Đây là loài bản địa Bangladesh, Bhutan, Trung Quốc, Ấn Độ, Lào, Myanmar, Nepal, Thái Lan và Việt Nam. Môi trường sống tự nhiên của nó là vùng đất ẩm nhiệt đới hoặc cận nhiệt đới rừng và ẩm nhiệt đới hoặc cận nhiệt đới rừng trên núi. Kích thước quần thể của nó chưa được biết, nhưng do phạm vi rộng lớn, loài này không đạt đến ngưỡng cho dễ bị tổn thương theo tiêu chí kích thước phạm vi. Xu hướng dân số dường như ổn định, do đó, theo tiêu chí quy mô dân số, loài này không tiếp cận dễ bị tổn thương.